# Randolph (Vermont)
Randolph és una població dels Estats Units a l'estat de Vermont. Segons el cens del 2000 tenia 4.583 habitants.

## Història
Vermont va concedir la ciutat el 2 de novembre de 1780, quan els colons de New Hampshire no van poder localitzar els beneficiaris originals, les propietats dels quals van ser emeses per l'estat de Nova York. Va ser llogat el 29 de juny de 1781 per Aaron Storrs i 70 persones més, i originalment es va anomenar «Middlesex».

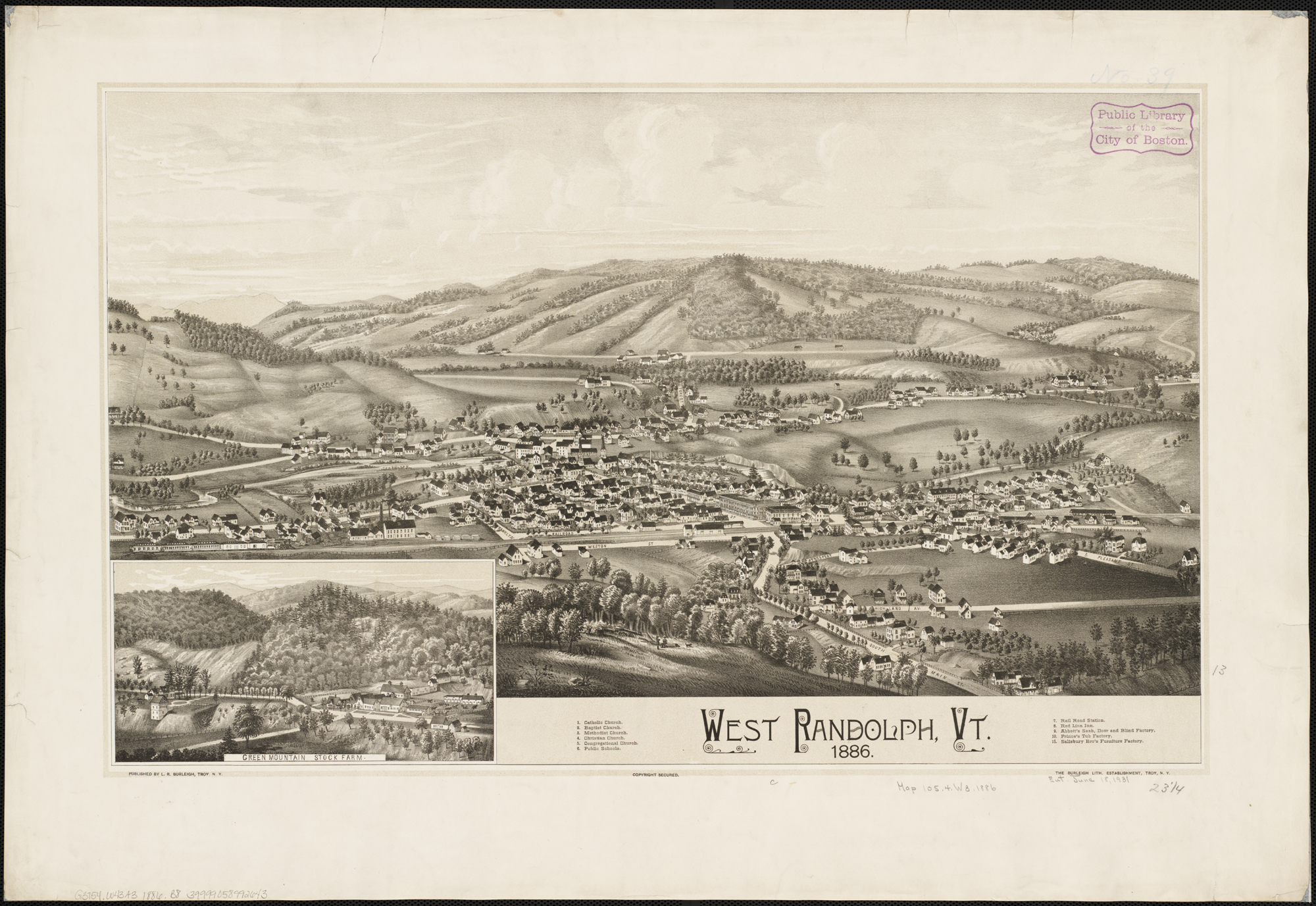
Dibuix de West Randolph de 1886 per L.R. Burleigh amb una llista de llocs de referència

La ciutat es va establir per primera vegada c. 1778, quan Vermont era un estat no reconegut, el govern del qual existia desafiant el govern de Nova York, que afirmava que Vermont era una part de Nova York. Per fomentar el reconeixement de l'estat per part dels Estats Units, la ciutat va ser rebatejada en honor a Edmund Randolph.
Amb un sòl productiu per al cultiu, l'agricultura es va convertir en una indústria intensiva. L'any 1830, quan la població arribava als 2.743 habitants, entre dotze i tretze mil ovelles pasturaven les seves pastures. Randolph va destacar per la seva bona mantega, formatge i carn de moltó.
Dues branques del riu White proporcionaven energia hídràulica per als molins d'aigua. El 1859, la ciutat tenia tres molins fariners, un molí d'oli i un molí de cardar. El 1848, el Vermont Central Railroad va obrir el servei a través de la ciutat. La prosperitat de Randolph durant l'època victoriana el va dotar d'una bona arquitectura, com ara el Second Empire Randolph Railroad Depot i el Renaissance Revival Kimball Public Library.
El 1921, Randolph va ser l'escenari d'una pel·lícula muda anomenada The Offenders, i va proporcionar part del repartiment. El 1922 va tornar a passar el mateix amb la pel·lícula Insinuation.
Avui en dia, Randolph és un pròsper punt de trobada i centre comercial per als voltants. La ciutat acull atraccions com el Porter Music Box Museum i el Chandler Music Hall. També hi trobem un hospital, el Gifford Medical Center; Dubois & King, una empresa d'enginyeria civil i estructural; i la Randolph Union High School, que també dona servei als estudiants de les ciutats veïnes de Braintree i Brookfield. El centre de Randolph acull l'estació d'Amtrak, botigues, restaurants, una sala de cinema i diverses benzineres.

## Demografia
Segons el cens del 2000, Randolph tenia 4.853 habitants, 1.769 habitatges, i 1.144 famílies. La densitat de població era de 39,2 habitants per km².
Per edats la població es repartia de la següent manera: un 23,3% tenia menys de 18 anys, un 15,9% entre 18 i 24, un 23,8% entre 25 i 44, un 23,1% de 45 a 60 i un 13,9% 65 anys o més.
L'edat mediana era de 36 anys. Per cada 100 dones de 18 o més anys hi havia 105,4 homes.
La renda mediana per habitatge era de 41.283 $ i la renda mediana per família de 50.756 $. Els homes tenien una renda mediana de 31.353 $ mentre que les dones 25.160 $. La renda per capita de la població era de 20.591 $. Entorn del 5,3% de les famílies i el 7,9% de la població estaven per davall del llindar de pobresa.

## Galeria

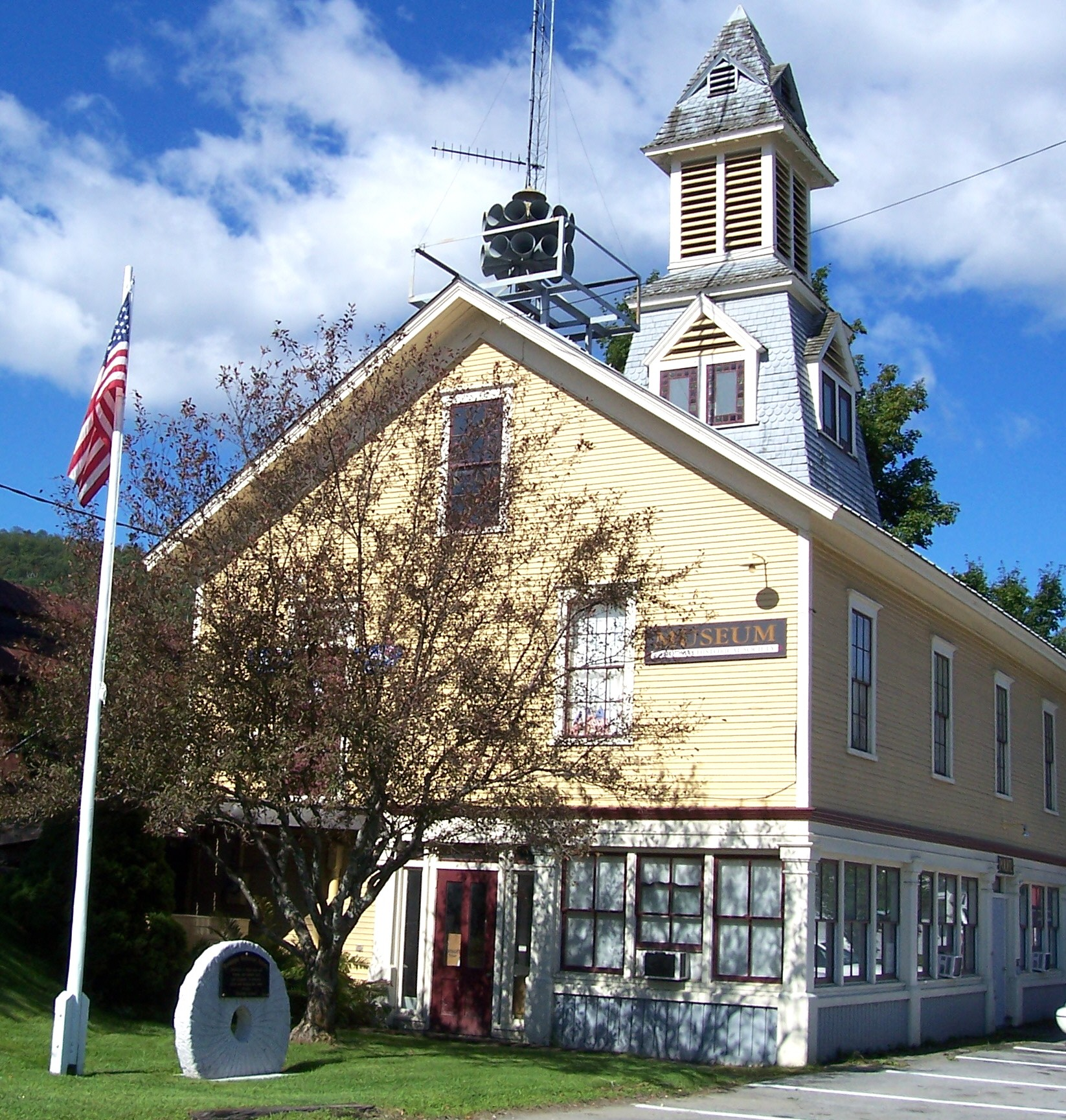
Randolph Historical Society Museum
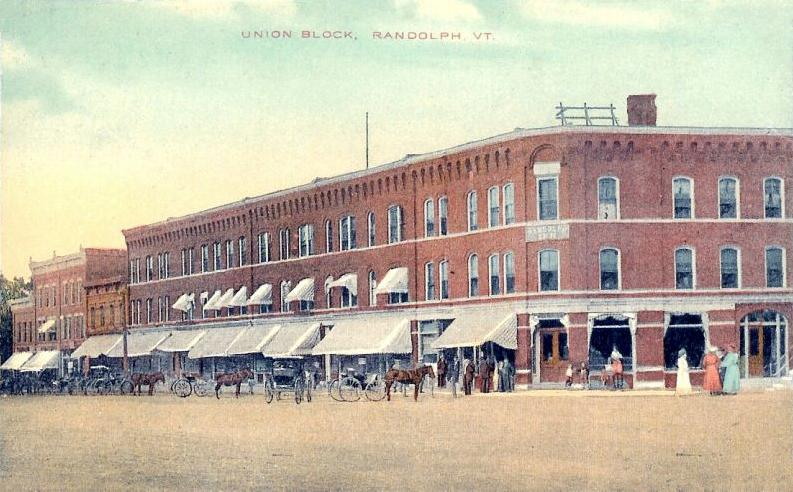
Union Block el 1912
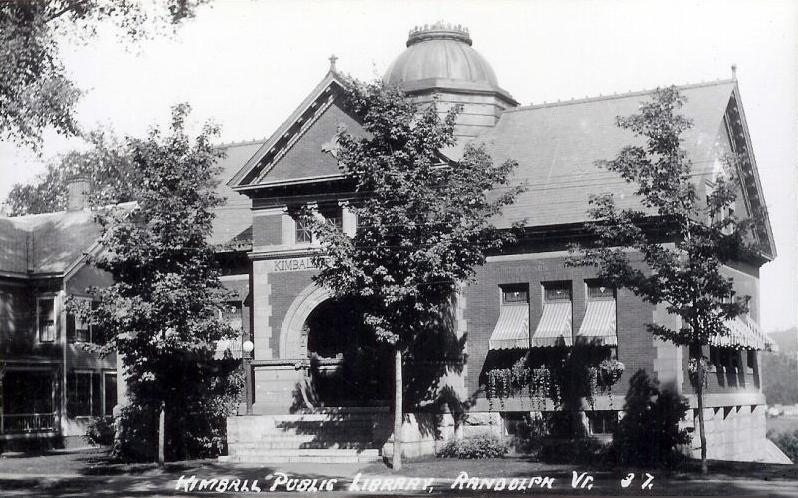
Kimball Library
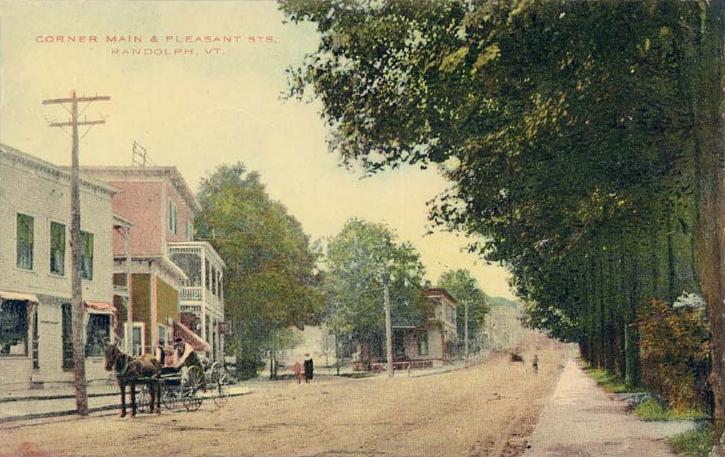
North Main Street el 1913